# Rob Statham
Robert „Rob“ Statham (* 4. April 1959 in Bournemouth, Dorset) ist ein britischer Jazz- und Fusionmusiker (E-Bass).
Statham besuchte die Guildhall School of Music; im Laufe seiner Musikerkarriere arbeitete er u. a. mit  Dick Heckstall-Smith, Ed Jones, Keith Emerson, Mike Stern, John Etheridge, Jim Mullen, Ian Carr’s Nucleus, Mojo Buford, Ruby Turner, Dana Gillespie, Kelvin Christiane und Theo Travis. Daneben komponierte er, unterrichtete und schrieb Kolumnen für das Bass Guitar Magazine. Statham lebt in London. Im Bereich des Jazz/Fusion war er zwischen 1986 und 2011 an 21 Aufnahmesessions beteiligt.